# Сурет Гусейнов
Сурет Давуд огли Гусейнов (азерб. Sürət Davud oğlu Hüseynov; 12 лютого 1959, Кіровабад — 31 липня 2023, Стамбул) — азербайджанський військовий і державний діяч, учасник Карабаської війни, полковник, що очолив заколот проти президента Азербайджану Абульфаза Ельчибея у 1993 році, ставши потім Прем'єр-міністром Азербайджану (1993—1994).

## Біографія

### Становлення
Сурет Гусейнов народився 12 лютого 1959 року у Кировабаді. З 1977 до 1979 року він служив у Радянській армії. Трудову діяльність Сурет розпочав слюсарем, потім робітником складу, помічником майстра, одночасно навчався в інституті. Після закінчення 1983 року технологічного інституту у Гянджі він переїхав до П’ятигорську, потім повернувся в Азербайджан, де у 1984 році влаштувався сортувальником зі збирання вовни .

### Карабаська війна
На початку Карабаського конфлікту був директором фабрики первинної обробки вовни (ПОВ) у Євлаху. З 1990 року — член парламенту Азербайджану . Не маючи військової освіти, сформував загін ополченців й направився воювати в Карабах. Був призначений керівником Корпусу. Відзначився під час літнього наступу азербайджанських військ, в результаті якого 4 липня 1992 року було взято Мардакерт. 2 липня 1992 року за указом президента А. Ельчибея Сурет Гусейнов отримав повноваження заступника прем’єр-міністра та надзвичайного і повноважного представника президента у Карабаху й прилеглих районах. 
У вересні 1992 року "за бойові заслуги у Карабаху" йому було присвоєно звання "Національний герой Азербайджану" .
Внаслідок політичного конфлікту 10 лютого 1993 року Гусейнов був знятий з посади спеціального представника президента Азербайджану у Карабаху . На цьому тлі Сурет Гусейнов відвів дві бригади з передової, відправивши свою 709-у бригаду на базу у Гянджу , що спричинило кризу на фронті. За кілька тижнів його було призначено президентом компанії "Азервовна" .

### Заколот
Поки у Гянджі знаходилась російська 104 повітряно-десантна дивізія (ПДД), уряд, що перебував у складних стосунках з Росією, не наважився провести затримання полковника та роззброєння відданих йому військових частин. 
28 травня російська армія, до завершення раніше визначеного терміну, пішла з Гянджі, а залишена російськими частинами зброя дісталась бійцям Гусейнова. 4 червня урядові війська почали операцію «Тайфун» із роззброєння повсталого полковника, яка обернулась поразкою та загибеллю людей. Бійцям Сурета Гусейнова вдалось узяти у полон генерального прокурора Іхтіяра Ширінова. Перш за все Гусейнов наказав генеральному прокурору виписати ордер на арешт Абульфаза Ельчибея , а починаючи з 10 червня його підрозділи почали рух на Баку. До середини червня загони підійшли до Баку, але до столиці не входили. В умовах політичної кризи, що назрівала, Ельчибей запросив до Баку голову Верховної Ради Нахічеванської автономної республіки й колишнього Першого Секретаря ЦК Компартії Азербайджанської РСР Гейдара Алієва. Однак ситуація різко змінилась. 10 червня Іса Гамбар подає у відставку з посту голови Міллі Меджлісу, а 15 червня Міллі Меджліс обирає Алієва своїм головою. У ніч з 17 на 18 червня Ельчибей неочікувано полетів до Нахічевані й оселився у своєму рідному селі Келекі.
27 червня у Баку пройшли перемовини між Гейдаром Алієвим і Суретом Гусейновим. Того ж дня його загони залишили передмістя азербайджанської столиці, а пізніше наказом міністра оборони бригада повсталого полковника була включена до складу національної гвардії Азербайджану . 

### Прем’єр-міністр
Після усунення Ельчибея президентом Азербайджану став Гейдар Алієв, а Сурет Гусейнов був призначений прем’єр-міністром. У жовтні 1994 року в країні спалахнула політична криза, коли бійці ЗПОП захопили будівлю Генпрокуратури у Баку. У той самий час низка об’єктів була захоплена у Гянджі. Президент звинуватив Сурета Гусейнова в організації перевороту . Зі свого боку, Гусейнов відкинув звинувачення в організації заворушень у Гянджі. Однак 7 жовтня Міллі Меджліс прийняв його відставку з посту прем’єр-міністра, й через час Гусейнов залишив країну, перебравшись до Росії. Однак російські правоохоронні органи у 1997 році екстрадиювали його в Азербайджан, де у лютому 1999 року його було засуджено до довічного ув’язнення за спробу організації державного перевороту .
17 березня 2004 року Сурет Гусейнов був помилуваний та звільнений указом президента Ільхама Алієва . Нині живе у Баку.

## Родина
Брат Асіф Гусейнов у 1993-1994 роках працював комірником в Управлінні із заготівлі вовни Самуського району, а потім – керівником цього відомства. Його також звинуватили у спробі державного перевороту, після чого він залишив країну. У 2005 році він був заарештований правоохоронними органами Росії та екстрадийований до Азербайджану, де у 2007 році його засудили до 13 років позбавлення волі .